# تشارلز فوستر (منافس ألعاب قوى)
تشارلز فوستر (بالإنجليزية: Charles Foster)‏ هو منافس ألعاب قوى أمريكي، (ولد في بورت كولبورن في كندا 1893 – 1943 م).

## وصلات خارجية
- تشارلز فوستر على موقع أوليمبيديا (الإنجليزية)